# غريغ ميرسون
غريغ ميرسون (بالإنجليزية: Greg Merson)‏ (و. 1987  م) هو لاعب بوكر أمريكي، ولد في واشنطن العاصمة.